# Haruhisa Ishida
 Haruhisa Ishida  (japanisch 石田 晴久 Ishida Haruhisa; * 30. Oktober 1936 in Taiwan; † 9. März 2009 in Tokio) war ein japanischer Physiker, Informatiker und Hochschullehrer.

## Leben und Werk
Ishida studierte Physik an der Universität Tokio und erwarb 1959 den Bachelor of science und 1961 den Master of science. Er studierte dann in den Vereinigten Staaten mit einem Fulbright-Stipendium. 1964 promovierte er an der Iowa State University in Elektrotechnik und forschte danach am MIT Electronic Systems Laboratory. 1966 wurde er Associate Professor in Tokio an der University of Electro-Communications, 1970 Assistenzprofessor am Large Computer Center der Universität Tokio.  Von 1975 bis 1976 war er Gastwissenschaftler bei AT & T Bell Laboratories in Murray Hill. Von 1982 bis 1997 lehrte er an der Graduate School of Information Science and Technology der Universität Tokio. Nach seinem Ruhestand wechselte er 1997 an die Kunsthochschule Tama, wo er als Professor für Informationsdesign und Direktor des Medienzentrums tätig war. 2007 wurde er zum Leiter der IT-Abteilung der Cyber University ernannt, wo er bis zu seinem Tod weiterarbeitete.
Er war Autor und Übersetzer mehrerer Lehrbücher auf dem Gebiet der Informatik. Er implementierte mit Jun Murai in Japan und Lawrence Landweber in den USA, die ersten interkontinentalen Internetverbindungen von Japan aus. Von 1990 bis 1992 war er für die Koordination der Implementierung des größten Campus LAN in Japan an der Universität Tokio verantwortlich. Von 1993 bis 1998 war er Ehrenpräsident der Internet Association Japan (IAjapan), von 1993 bis 1998 war er Mitglied des Internet Society(ISOC) –Kuratoriums und  war auch einer der Gründer und der erste Vorsitzende des Japan Chapter (ISOC-JP) des ISOC. Er war Vorstandsmitglied des Japan Network Information Center (JPNIC) und tätig bei den verschiedensten Koordinierungsaktivitäten für das japanische Internet.
Er spielte auch eine wichtige Rolle in der Internetsicherheit in Japan und war 2001 in der Japan Network Security Association tätig. 2013 wurde er von der Internet Society nach seinem Tod in die Internet Hall of Fame aufgenommen; seine Frau nahm an der Preisverleihung teil.